# Bullitt County
Bullitt County ist ein County im US-Bundesstaat Kentucky. Das U.S. Census Bureau hat bei der Volkszählung 2020 eine Einwohnerzahl von 82.217 ermittelt.
Der Verwaltungssitz (County Seat) ist Shepherdsville, das nach Adam Shepherd benannt wurde, einem frühen Siedler und Mühlenbesitzer. Die größte Stadt ist Mount Washington.

## Geographie
Das County liegt nördlich des geographischen Zentrums von Kentucky, ist im Westen nur zwei Kilometer vom Ohio River sowie von Indiana entfernt und hat eine Fläche von 778 Quadratkilometern, wovon drei Quadratkilometer Wasserfläche sind. Es grenzt im Uhrzeigersinn an folgende Countys: Jefferson County, Spencer County, Nelson County und Hardin County.

## Geschichte
Bullitt County wurde am 13. Dezember 1796 aus Teilen des Jefferson County und des Nelson County gebildet. Benannt wurde es nach dem Gouverneur Alexander Scott Bullitt.
9 Bauwerke und Stätten des Countys sind im National Register of Historic Places eingetragen (Stand 6. September 2017).

## Demografische Daten

Alterspyramide des Bullitt Countys (Stand: 2000)

Nach der Volkszählung im Jahr 2000 lebten hier 61.236 Menschen in 22.171 Haushalten und 17.736 Familien. Die Bevölkerungsdichte betrug 79 Einwohner pro km². Ethnisch betrachtet setzte sich die Bevölkerung zusammen aus 98,07 % weißer Bevölkerung, 0,38 % Afroamerikanern, 0,34 % amerikanischen Ureinwohnern, 0,27 % Asiaten, 0,01 % Bewohnern aus dem pazifischen Inselraum und 0,16 % aus anderen ethnischen Gruppen. 0,77 % stammten von zwei oder mehr Ethnien ab. 0,63 % der Bevölkerung waren spanischer oder latein-amerikanischer Abstammung.
Von den 22.171 Haushalten hatten 39,0 Prozent Kinder und Jugendliche unter 18 Jahre, die bei ihnen lebten. 65,4 Prozent waren verheiratete, zusammenlebende Paare, 10,4 Prozent waren allein erziehende Mütter, 20,0 Prozent waren keine Familien, 16,4 Prozent waren Singlehaushalte und in 5,4 Prozent lebten Menschen im Alter von 65 Jahren oder darüber. Die Durchschnittshaushaltsgröße betrug 2,75 und die durchschnittliche Familiengröße lag bei 3,07 Personen.
Auf das gesamte County bezogen setzte sich die Bevölkerung zusammen aus 27,2 Prozent Einwohnern unter 18 Jahren, 8,6 Prozent zwischen 18 und 24 Jahren, 32,7 Prozent zwischen 25 und 44 Jahren, 23,7 Prozent zwischen 45 und 64 Jahren und 7,8 Prozent waren 65 Jahre alt oder darüber. Das Durchschnittsalter betrug 34 Jahre. Auf 100 weibliche Personen kamen 98,9 männliche Personen. Auf 100 Frauen im Alter von 18 Jahren alt oder darüber kamen statistisch 97,2 Männer.
Das jährliche Durchschnittseinkommen eines Haushalts betrug 45.106 USD, das Durchschnittseinkommen der Familien betrug 49.481 USD. Männer hatten ein Durchschnittseinkommen von 35.851 USD, Frauen 24.098 USD. Das Prokopfeinkommen betrug 18.339 USD. 6,2 Prozent der Familien und 7,9 Prozent der Bevölkerung lebten unterhalb der Armutsgrenze. Davon waren 11,4 Prozent Kinder oder Jugendliche unter 18 Jahre und 7,6 Prozent waren Menschen über 65 Jahre.

## Orte im County
- Bardstown Junction
- Barrallton
- Beech Grove
- Belmont
- Brooks
- Brownington
- Cedar Grove
- Clermont
- Cupio
- Fox Chase
- Gap in Knob
- Hebron Estates
- Hillview
- Hobbs
- Hunters Hollow
- Katharyn
- Lebanon Junction
- Limestone Springs
- Lotus
- Mount Washington
- Pioneer Village
- Pitts Point
- Poplar Level
- Ridgetop
- Salt River
- Scuffletown
- Shepherdsville
- Smithville
- Solitude
- Stites
- Whitfield
- Zoneton